# Medullosa
La medullosa (gen. Medullosa) è una pianta estinta appartenente alle pteridosperme, note impropriamente come “felci con semi”. Visse tra il Carbonifero superiore e il Permiano inferiore (320-280 milioni di anni fa). I suoi resti sono relativamente frequenti in tutti i continenti.

## Descrizione

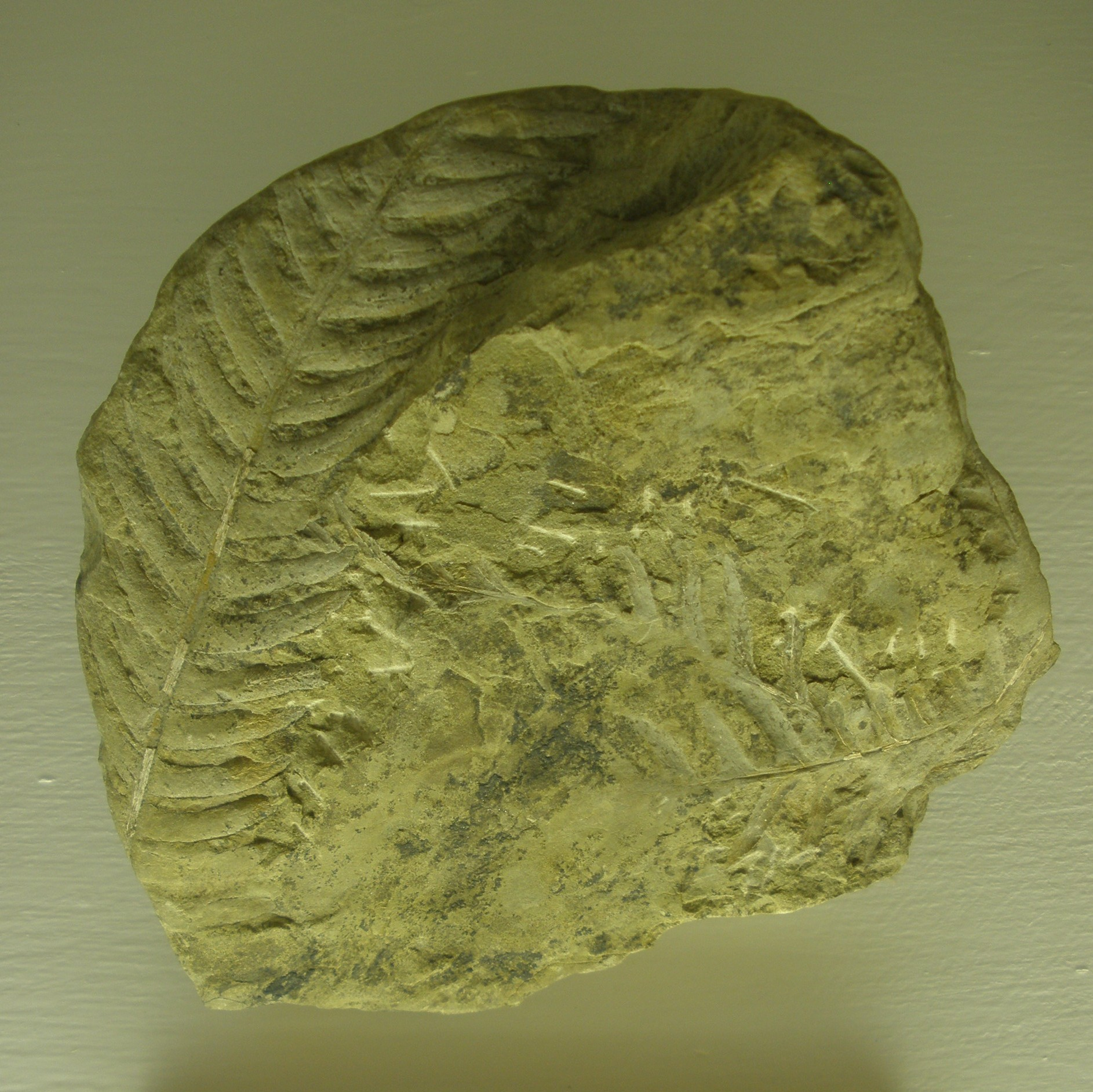
Fossile di Alethopteris lonchitica

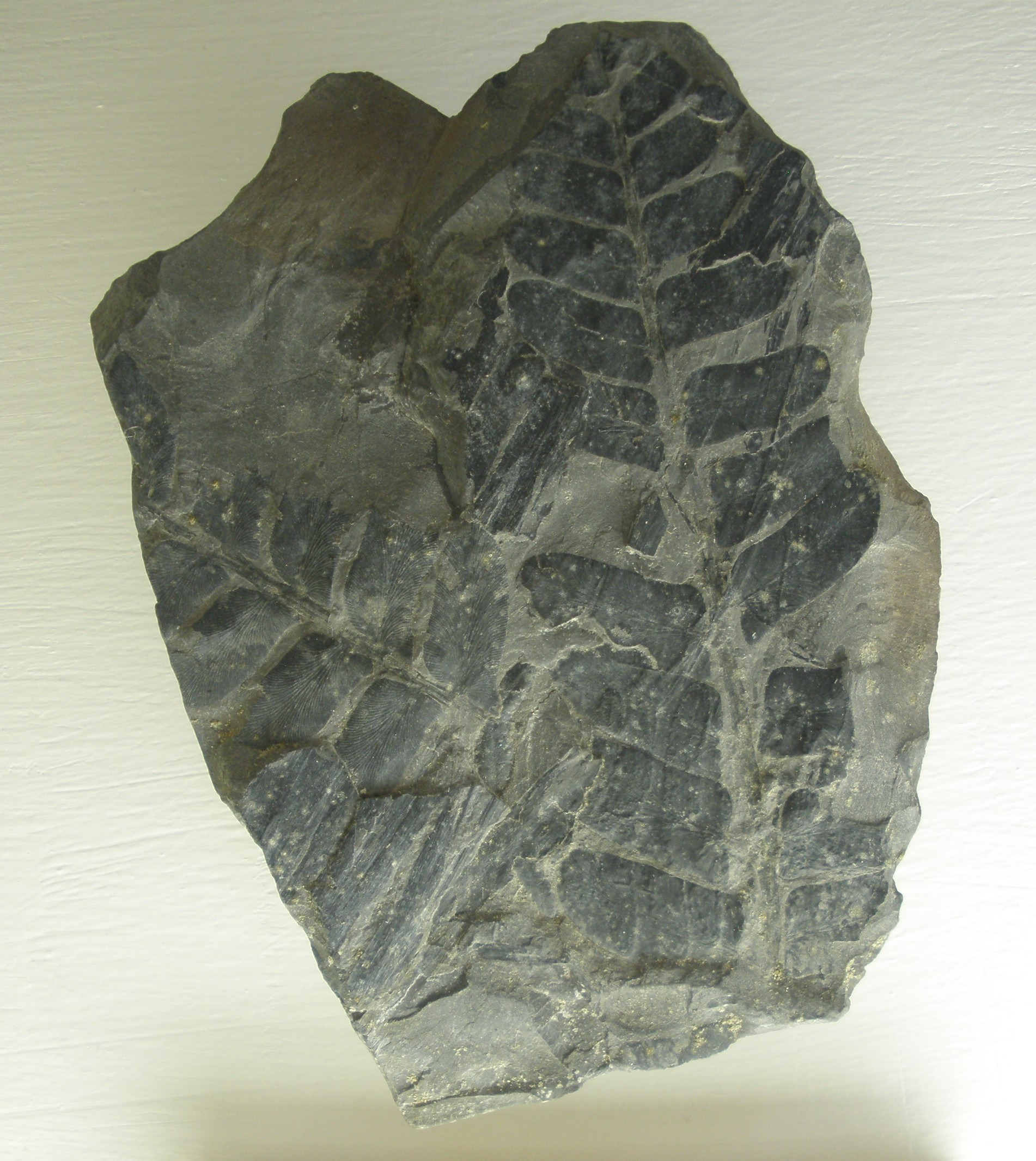
Fossile di Neuropteris gigantea

Queste piante raggiungevano un'altezza di cinque metri, con un tronco molto simile a quello delle attuali palme. Il fusto era formato in parte dalle basi foliari delle vecchie foglie, e possedeva radici aeree che crescevano in prossimità della base. Le fronde erano di diverso tipo: alcune erano dentellate, altre erano munite di foglioline arrotondate. Tutte quante si riproducevano mediante semi di dimensioni relativamente grandi.
A molte di queste foglie sono stati assegnati nomi diversi, come Neuropteris o Alethopteris. La prima era un tipo di foglia di grandi dimensioni, con un rachide percorso da striature longitudinali (da qui il nome Neuropteris). In Alethopteris, invece, le venature erano poco visibili e quasi ad angolo retto, mentre il margine della foglia era dentellato.

## Classificazione
La medullosa era la più tipica rappresentante delle medullosali (Medullosales), che a loro volta appartenevano al gruppo delle pteridosperme. Queste piante per lungo tempo furono considerate strette parenti delle felci; solo quando, all'inizio del ‘900, vennero scoperte associazioni di semi, si capì che le fronde di queste piante erano simili solo per un fenomeno di convergenza evolutiva.

## Fossili
I resti di medullosa si rinvengono in numerosi giacimenti carboniferi che denotano un clima caldo e umido, che ospitava numerose altre forme arboree di grandi dimensioni. Tra le specie più note di medullosa, da ricordare M. noei degli Stati Uniti. Fronde del tipo di Alethopteris e Neuropteris si rinvengono perfettamente conservate nel giacimento di Mazon Creek, nell'Illinois.